# Orophernes của Cappadocia

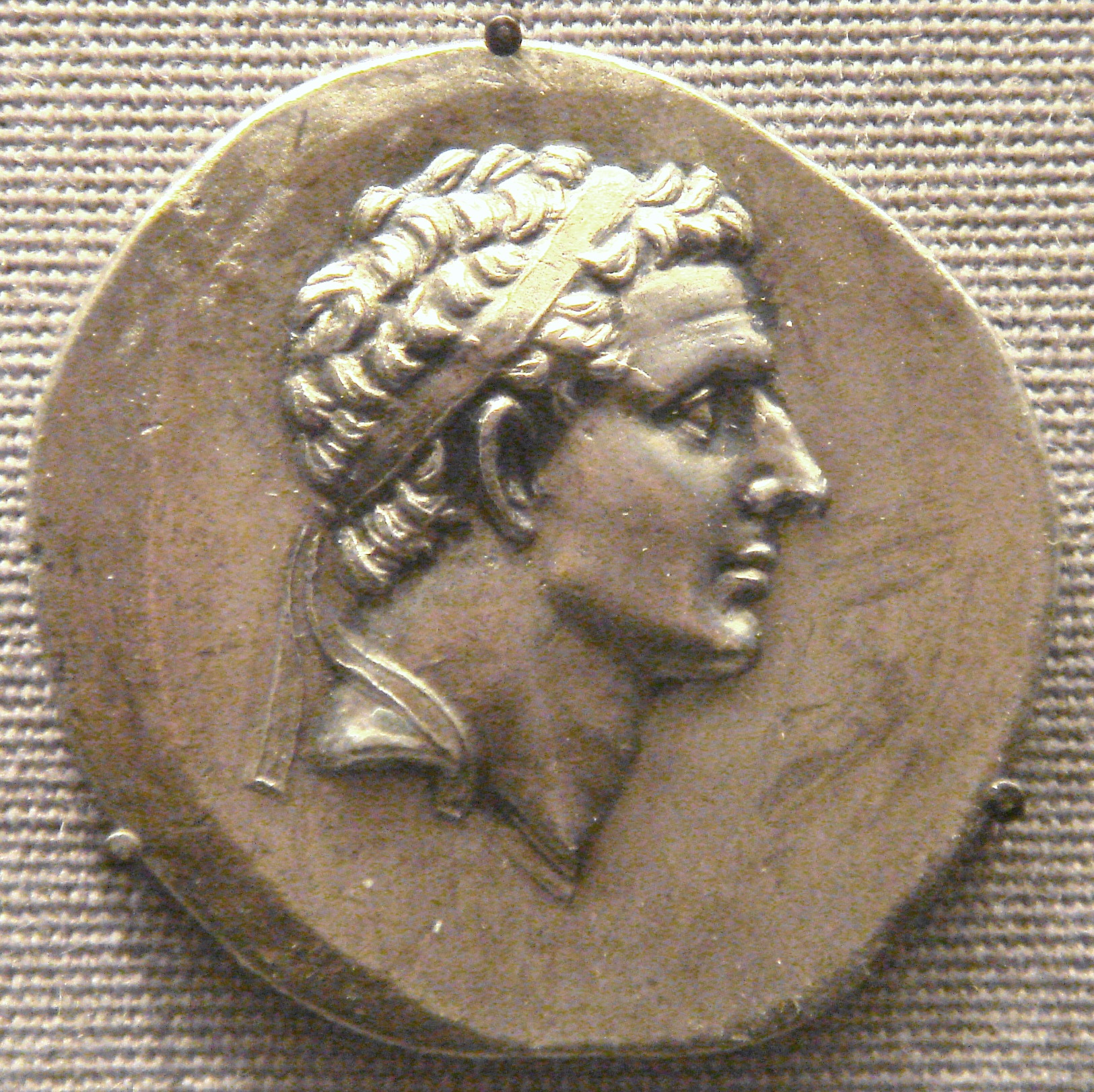
Tiền xu của Orophernes, Vua xứ Cappadocia. Bảo tàng Anh Quốc.

Orophernes Nicephoros (trong tiếng Hy Lạp Oρoφέρνης Nικηφόρoς) là một trong hai người con trai giả mạo mà Antiochis đã đánh lừa người chồng, Ariarathes IV, vua của Cappadocia. Tuy nhiên, về sau họ đã có một người con trai thực sự và được đặt tên là Mithradates (sau này là Ariarathes V), và để ngăn chặn việc Orophernes có thể hi vọng lên ngôi, ông được gửi đến Ionia. Khi Ariarathes V từ chối kết hôn với em gái của Demetrios I Soter, vua Syra, vị vua này đã quay ra ủng hộ tuyên bố đòi vương quyền Cappadocia cho bản thân Orophernes.
Năm 157 TCN, sau khi Ariarathes bị lật đổ và đã trốn sang La Mã, Orophernes phái hai sứ thần (Timotheus và Diogenes) đến kinh đô Rome để cùng tham gia vào đoàn sứ thần của Demetrios nhằm phản đối người em trai của mình. Theo Appian, người La Mã đã quyết định rằng hai bên tranh chấp nên cùng chia sẻ ngai vàng với nhau.
Tuy nhiên, Orophernes đã không giữ vương quốc được lâu dài, một điều chắc chắn rằng triều đại của ông được ghi nhận bởi sự sao nhãng những phong tục đơn giản của tổ tiên và bởi sự ra đời của hệ thống trác táng. Để bù đắp cho sự xa hoa lãng phí của mình, ông đã đàn áp và cướp bóc thần dân của mình, xử tử nhiều người và tịch thu tài sản của họ.
Khi mà các nguồn tài chính của Orophernes càng trở nên suy kiệt dần, ông trở nên lo lắng rằng các binh sĩ của ông có thể nổi loạn bởi vì tiền lương chưa được thanh toán thế nên ông đã cướp một ngôi đền cổ của thần Zeus để trả hết nợ. Sau đó Orophernes không còn cách nào khác là buộc phải trở lại Syria, tại đây ông tham gia vào một âm mưu với những người ở Antioch để truất ngôi Demetrios. Tuy nhiên, ông ta đã tống Orophernes vào ngục, nhưng vẫn tha mạng cho ông bởi vì ông vẫn có thể khiến Ariarathes phải đề phòng việc quay trở lại tranh giành ngôi báu.